# Parque Nacional das Montanhas de Guadalupe

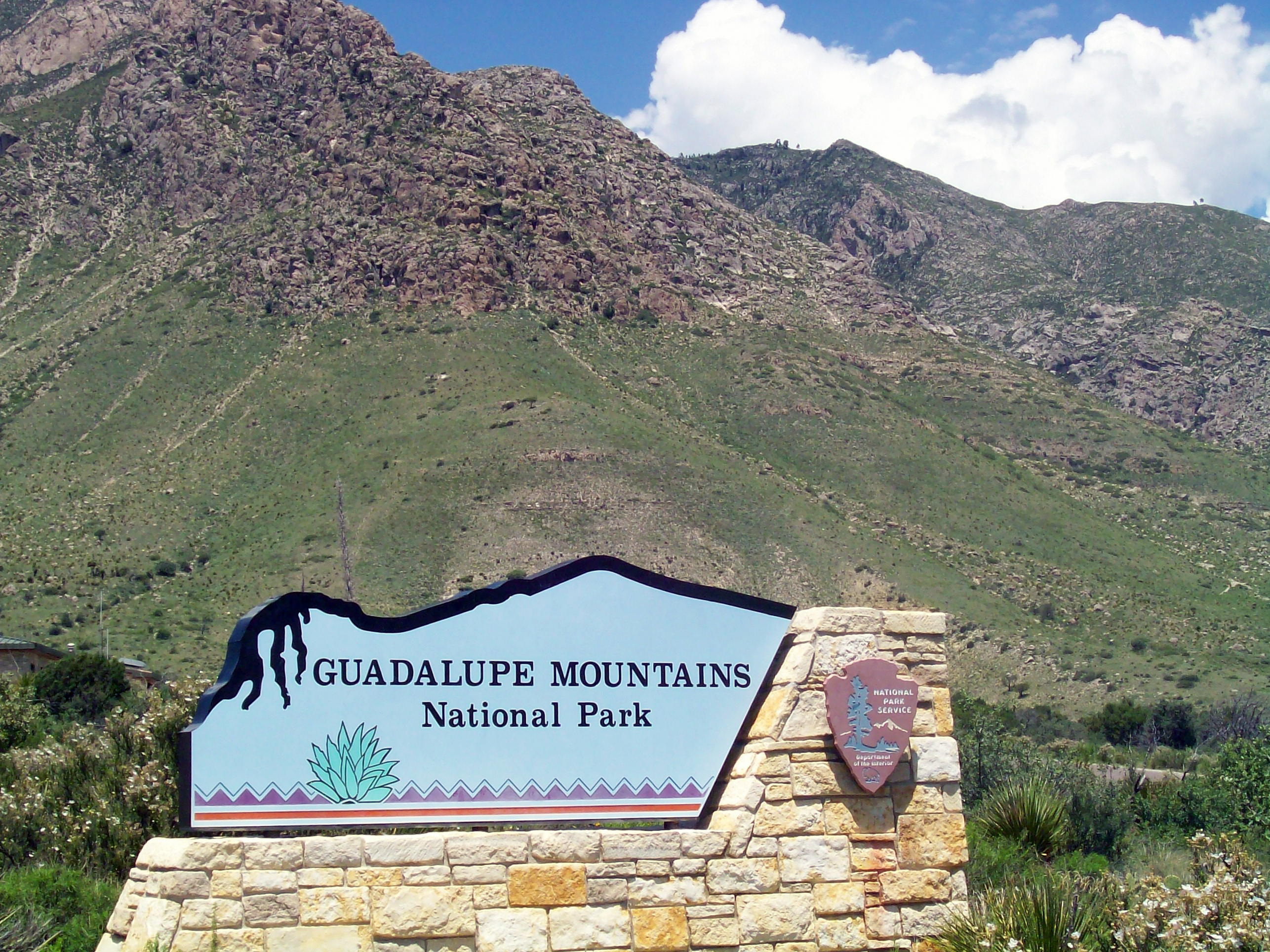
Uma imagem do parque

O Parque Nacional das Montanhas de Guadalupe (em inglês:  Guadalupe Mountains National Park) é um parque nacional localizado nas montanhas Guadalupe do oeste do Texas, nos Estados Unidos e contém o Pico Guadalupe, o ponto mais alto do Texas, que atinge 2667 m de altitude.
Localizado a leste de El Paso, também contém El Capitan, usado há muito tempo como marco pelas pessoas que viajam ao longo da antiga rota mais tarde seguido da rota de diligências Butterfield Overland Mail. Os visitantes podem ver as ruínas de uma antiga estação com estábulos perto do Centro de Visitantes de Pine Springs. O acampamento está disponível no Pine Springs Campground e Dog Canyon. O restaurado Frijole Ranch House é agora um pequeno museu de história local e é o caminho para Smith Spring. O parque cobre 349,51 km2 e está na mesma cordilheira do Parque Nacional das Grutas de Carlsbad, localizado a cerca de 40 km a norte, mas já no Novo México. Há várias trilhas no parque para caminhadas e passeios a cavalo. Escalando mais de 900 m até ao cume do pico Guadalupe, o Guadalupe Peak Trail atravessa pinhais e florestas de coníferas e tem vistas de El Capitan e do deserto de Chihuahua.